# Leptoneta convexa
Espèce
Leptoneta convexa est une espèce d'araignées aranéomorphes de la famille des Leptonetidae.

## Distribution
Cette espèce est endémique de l'Ariège (région Occitanie) en France. Elle se rencontre dans la grotte de Peyort à Cazavet, la grotte de Moulis et la grotte de Liqué à Moulis.

## Liste des sous-espèces
Selon World Spider Catalog (version 14.5, 2014) :
- Leptoneta convexa aulotensis Dresco, 1990
- Leptoneta convexa convexa Simon, 1872

## Publications originales
- Simon, 1872 : Notice complémentaire sur les arachnides cavernicoles et hypogés. Annales de la Société entomologique de France, (sér. 5, vol. 2, p. 473-488 (texte intégral).
- Dresco, 1990 : Étude des Leptoneta. À propos de Leptoneta convexa Sim. (Araneae, Leptonetidae). Bulletin de la Société d'histoire naturelle de Toulouse, vol. 125, p. 99-103.